# Junior Koné
Junior Razack Koné (* 27. Oktober 1998) ist ein ivorischer Fußballspieler.

## Karriere
Nach seinen Anfängen in der Slowakei beim MFK Zemplín Michalovce wechselte er 2017 in die zweite Mannschaft des SV Meppen. Mit seiner Mannschaft stieg er 2022 von der Bezirksliga Weser-Ems in die Landesliga Weser-Ems und 2023 in die Oberliga Niedersachsen auf und machte sich damit auch für die Profimannschaft interessant.
Am 25. März 2023, dem 29. Spieltag, kam er beim 3:2-Heimsieg gegen den FC Erzgebirge Aue zu seinem Profidebüt in der 3. Liga, als er in der 77. Spielminute für Max Dombrowka eingewechselt wurde.